# Xya ancarafantsika
Xya ancarafantsika is een rechtvleugelig insect uit de familie Tridactylidae. De wetenschappelijke naam van deze soort is voor het eerst geldig gepubliceerd in 1982 door Günther.